# Ligiodesmus pusillus
Ligiodesmus pusillus är en mångfotingart som beskrevs av Pocock 1909. Ligiodesmus pusillus ingår i släktet Ligiodesmus och familjen kuldubbelfotingar. Inga underarter finns listade i Catalogue of Life.